# Anneissia bennetti
Anneissia bennetti es una especie de lirio de mar de la familia Comatulidae.

## Morfología
De simetría pentaradial, su cuerpo está formado por un disco en forma de copa, compuesto de 2 o 3 anillos de placas. La placa centrodorsal es grande y gruesa. La boca se sitúa en el centro del disco y tiene una serie de pínnulas alrededor, cuyos segmentos terminales están modificados formando un peine. Tiene entre 31 y 120 brazos, que están pinnados en un mismo plano, lo que les da la apariencia de plumas, de ahí uno de los nombres comunes de los crinoideos en inglés: featherstar, o estrella de plumas. Los brazos se componen de una serie de osículos, o huesecillos, articulados, ligamentos, músculos, y en su interior cuentan con extensiones de los sistemas nervioso, vascular y reproductivo. Al tiempo, poseen una serie de apéndices rodeando la ranura ambulacral, que utiliza para la alimentación y la respiración.
En su parte aboral, o inferior, poseen unos apéndices alargados para anclarse al sustrato, denominados "cirri". De adultos cuentan con 23 a 61 cirri, compuestos de 23 a 35 segmentos, tan anchos como largos.
Como la mayoría de los crinoideos, y muchos géneros del filo Echinodermata, poseen la capacidad de auto-amputarse un brazo, en situaciones de peligro para el animal. A esta facultad de algunos animales se le denomina autotomía, y, en el caso que nos ocupa, se combina con otra capacidad, la de regenerarlo por completo a continuación. Con frecuencia, en sustitución del brazo amputado, desarrollan dos nuevos brazos. Aparte de los brazos, también pueden regenerar los cirri, las pínnulas o el intestino.
Para desplazarse utiliza el movimiento sincronizado, y de forma alterna, de sus brazos, que oscilan verticalmente de abajo a arriba, logrando nadar. También utilizan los cirri para reptar.
Alcanzan un tamaño de 30 cm. Sus colores pueden ser amarillo, rojo, naranja, verde o púrpura; en ocasiones con combinaciones de estos colores.

## Hábitat y distribución
Se localizan entre 0 y 18 metros de profundidad. Anclados a corales duros y laderas de arrecifes con corrientes. 
Se distribuyen en el océano Índico este, y en el Pacífico oeste, desde el golfo de Bengala hasta las islas Marshall y desde Japón hasta Australia.

## Alimentación
Filtradores, se alimentan de zooplancton y fitoplancton.

## Reproducción
La reproducción sexual se produce por fertilización externa. Las larvas poseen un tallo, que pierden al madurar, convirtiéndose en animales de vida libre.

## Galería

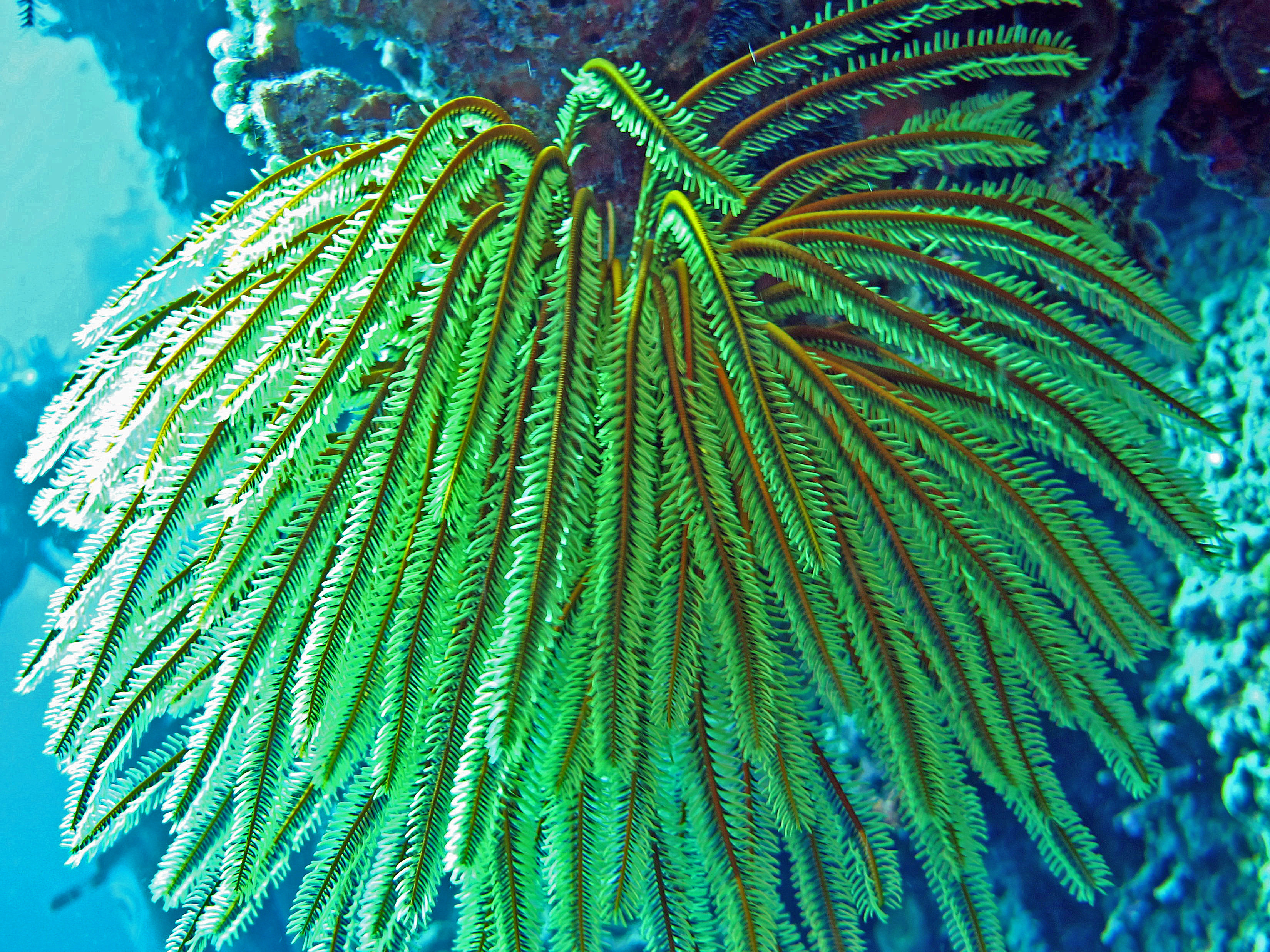
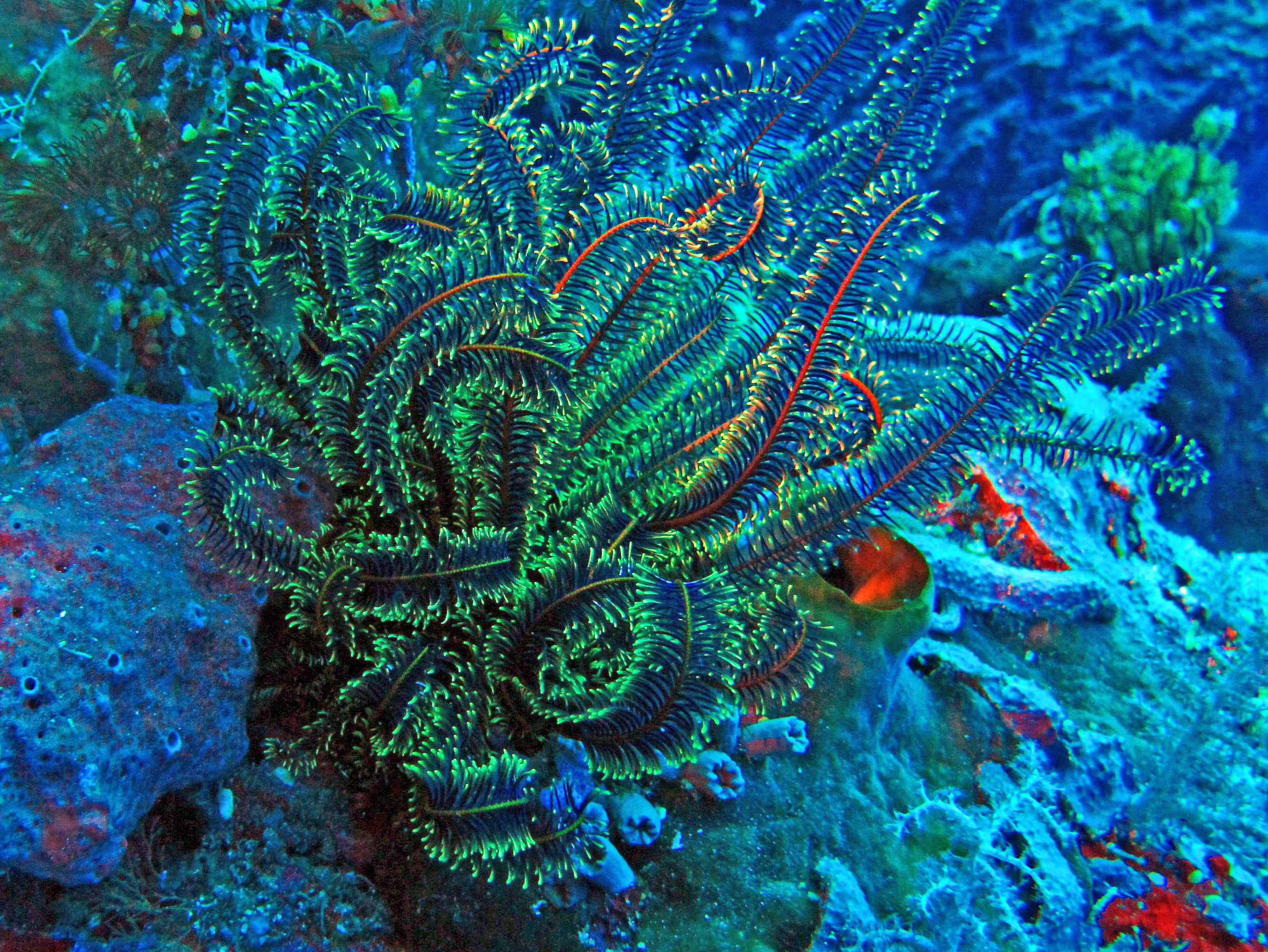
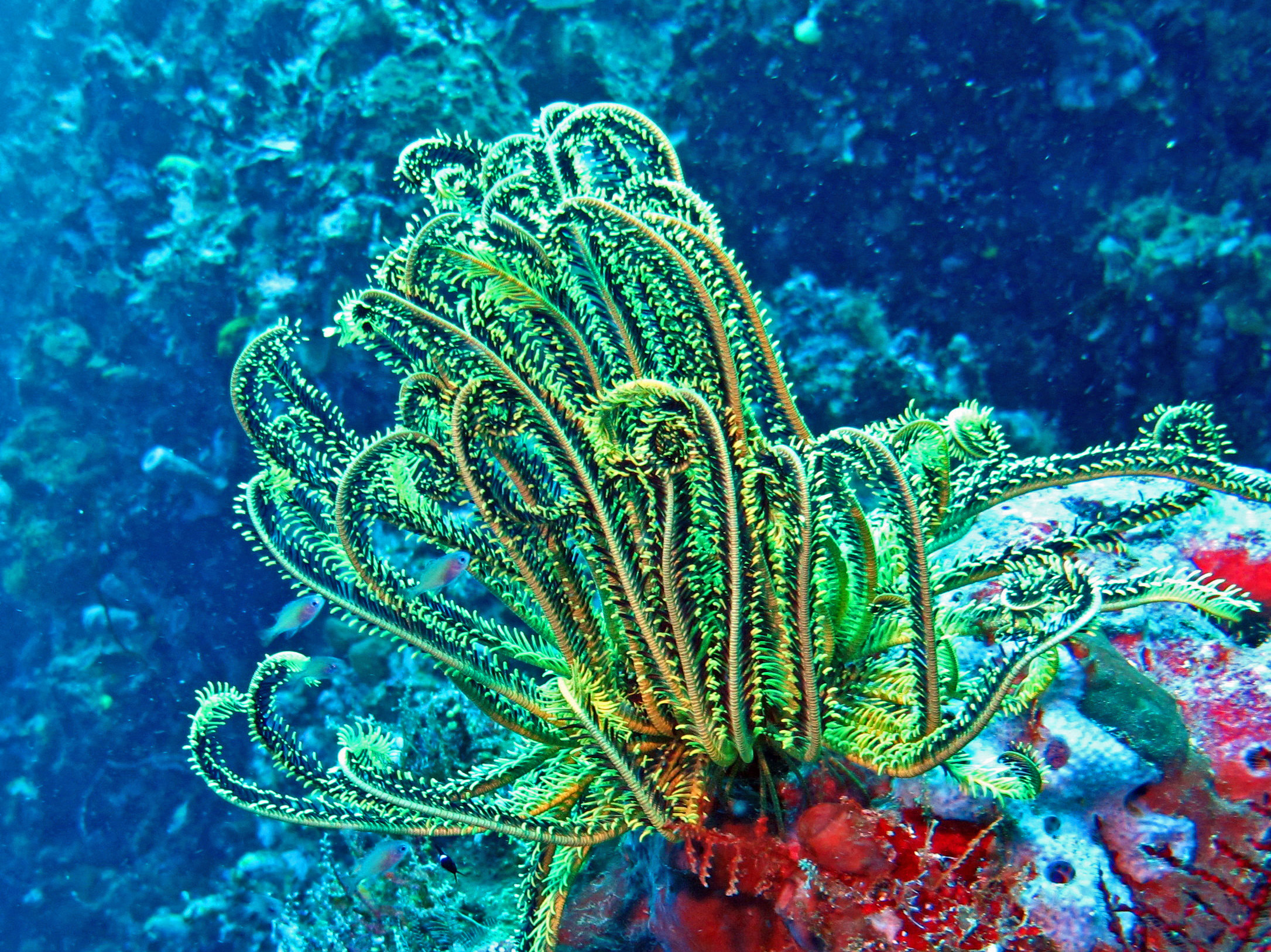